# Teucro
Teucro, na mitologia grega, era filho de Télamon e de Hesíone e meio-irmão de Ajax. Segundo a Ilíada de Homero, um dos melhores arqueiros de todo o exército grego. Lutava ao lado de Ajax, na guerra de Troia, onde disparava as setas atrás do grande escudo do seu meio-irmão. Quando o seu arco foi quebrado pelos troianos, pegou numa lança e continuou a lutar. Depois do suicídio do seu meio-irmão, quando regressou a casa no fim da guerra, o seu pai desterrou-o por não ter vingado a morte de Ajax, e depois viajou em busca de um novo lar.
Entre todos os heróis gregos apresentados na Ilíada, Teucro é o único que tem o arco como arma principal (Odisseu também é citado como excelente arqueiro, mas só dispara seu arco em uma única passagem da obra). Isso acontece, pois os gregos consideravam o arco uma arma que conferia pouca glória aos guerreiros, já que matava o inimigo à longa distância e não no duelo corpo à corpo. Nesse sentido, Teucro encarna a ambiguidade com que os arqueiros eram vistos na Grécia Antiga: Aceitava-se que eram úteis em campo de batalha, apesar de não serem considerados os mais corajosos. Outro indício é o fato de que Teucro também é uma das formas que Homero utiliza para se referir aos Troianos, especializados no uso do arco e constantemente retratados como Heróis de menor valor e habilidade que os Heróis gregos.
O rei Evágoras, de Chipre, dizia ser seu descendente